# Étoile Ap à oscillations rapides
Les étoiles Ap à oscillations rapides (étoiles roAp) constituent une sous-classe d'étoile Ap qui montrent des variations rapides photométriques ou de vitesse radiale sur de courtes périodes. Les périodes connues sont ainsi comprises entre 5 et 23 minutes. Ce sont des étoiles de la séquence principale qui résident dans la bande d'instabilité des étoiles de type δ Scuti.

## Découverte
La première étoile roAp découverte fut HD 101065 (plus souvent appelée l'étoile de Przybylski). Ses oscillations furent mises en évidence par Donald Kurtz (en) en utilisant le télescope de 510 mm à l'Observatoire astronomique sud-africain. Il aperçut des variations de 10 à 20-millimagnitudes dans la courbe de lumière de l'étoile avec une période de 12,15 minutes.

## Classification
Les étoiles roAp sont parfois désignées comme les variables de type α2 Canum Venaticorum à oscillations rapides. Les étoiles roAp ainsi que certaines variables de type α2 CVn occupent la bande d'instabilité des étoiles de type δ Scuti et ce sont des étoiles chimiquement particulières ; cependant les étoiles roAp se distinguent par leurs périodes très courtes de moins d'une heure.

## Oscillations
Les étoiles roAp oscillent selon des modes de pression non radiaux, à hautes harmoniques et à bas degrés. Le modèle couramment utilisé pour expliquer le comportement de ces pulsations est le modèle du pulsateur oblique (oblique pulsator model),,. Dans ce modèle l'axe de pulsation est aligné avec celui du champ magnétique de l'étoile, ce qui peut conduire à la modulation de l'amplitude de la pulsation, qui dépend de l'orientation de l'axe par rapport à la ligne de visée, étant donné qu'elle varie avec la rotation. Ce lien apparent entre l'axe du champ magnétique et l'axe de pulsation donne ainsi un indice quant à la nature du mécanisme dirigeant ces pulsations. Étant donné que les étoiles roAp semblent occuper la fin de la séquence principale au sein de la bande d'instabilité des étoiles de type δ Scuti, il a été suggéré que le mécanisme qui dirigent leurs variations pourrait être similaire, c'est-à-dire le mécanisme d'opacité opérant dans la zone d'ionisation de l'hydrogène. Il n'existe pas de modèle standard de pulsation tel qu'il génère les oscillations du type roAp en utilisant le mécanisme d'opacité. Puisque le champ magnétique apparaît être important parmi ces étoiles, les recherches l'ont pris en compte afin d'en dériver des modèles de pulsation non standards. Il a été ainsi proposé que ces modes sont dirigés par la suppression de la convection en raison du fort champ magnétique près des pôles magnétiques de ces étoiles, ce qui expliquerait l'alignement de l'axe de pulsation avec celui du champ magnétique. Une bande d'instabilité correspondant aux étoiles roAp a été calculée, ce qui correspondait bien avec la position des étoiles roAp découvertes jusque là sur le diagramme de Hertzsprung–Russell, mais elle prédisait également l'existence de pulsateurs à période plus longue parmi les étoiles roAp plus évoluées. De tels pulsateurs ont été découverts, notamment HD 177765, qui possède la période de pulsation la plus longue parmi les étoiles roAp, avec 23,6 minutes.
La plupart des étoiles roAp ont été découvertes par de petits télescopes afin d'observer les faibles changements en amplitude provoqués par la pulsation de l'étoile. Cependant, il est également possible d'observer de telles pulsations en mesurant les variations de la vitesse radiale de quelques raies qui y sont sensibles, comme celles du néodyme ou du praséodyme. Certaines raies ne semblent pas pulser, notamment celles du fer. On pense que les pulsations sont de la plus haute amplitude dans la partie haute de l'atmosphère de ces étoiles, où la densité est plus faible. Ainsi, les raies spectrales qui sont formées par les éléments qui sont transportés radiativement haut dans l'atmosphère sont plus susceptibles d'être les plus sensibles à la mesure de la pulsation, alors que l'on ne s'attend pas à ce que les raies d'éléments tels que le fer, qui a tendance à se déposer par gravité, montrent des variations de vitesse radiales.

## Liste d'étoiles roAp identifiés
| Dés.                 | Dés. (HD) | Magnitude (bande V) | Type spectral | Période (minutes) |
| -------------------- | --------- | ------------------- | ------------- | ----------------- |
|                      | HD 177765 | 9,1                 | Ap            | 23,6              |
| AP Scl               | HD 6532   | 8,45                | Ap SrEuCr     | 7,1               |
| BW Cet               | HD 9289   | 9,38                | Ap SrCr       | 10,5              |
| BN Cet               | HD 12098  | 8,07                | F0            | 7,61              |
|                      | HD 12932  | 10,25               | Ap SrEuCr     | 11,6              |
| BT Hyi               | HD 19918  | 9,34                | Ap SrEuCr     | 14,5              |
| DO Eri               | HD 24712  | 6,00                | Ap SrEu(Cr)   | 6,2               |
| UV Lep               | HD 42659  | 6,77                | Ap SrCrEu     | 9,7               |
|                      | HD 60435  | 8,89                | Ap Sr(Eu)     | 9,7               |
| LX Hya               | HD 80316  | 7,78                | Ap Sr(Eu)     | 11,4–23,5         |
| IM Vel               | HD 83368  | 6,17                | Ap SrEuCr     | 11,6              |
| AI Ant               | HD 84041  | 9,33                | Ap SrEuCr     | 15,0              |
|                      | HD 86181  | 9,32                | Ap Sr         | 6,2               |
|                      | HD 99563  | 8,16                | F0            | 10,7              |
| Étoile de Przybylski | HD 101065 | 7,99                | controversé   | 12,1              |
|                      | HD 116114 | 7,02                | Ap            | 21,3              |
| LZ Hya               | HD 119027 | 10,02               | Ap SrEu(Cr)   | 8,7               |
| PP Vir               | HD 122970 | 8,31                | inconnu       | 11,1              |
| α Cir                | HD 128898 | 3,20                | Ap SrEu(Cr)   | 6,8               |
| HI Lib               | HD 134214 | 7,46                | Ap SrEu(Cr)   | 5,6               |
| β CrB                | HD 137909 | 3,68                | F0p           | 16,2              |
| GZ Lib               | HD 137949 | 6,67                | Ap SrEuCr     | 8,3               |
|                      | HD 150562 | 9,82                | A/F(p Eu)     | 10,8              |
|                      | HD 154708 | 8,76                | Ap            | 8,0               |
|                      | HD 161459 | 10,33               | Ap EuSrCr     | 12,0              |
|                      | HD 166473 | 7,92                | Ap SrEuCr     | 8,8               |
| 10 Aql               | HD 176232 | 5,89                | F0p SrEu      | 11,6              |
|                      | HD 185256 | 9,94                | Ap Sr(EuCr)   | 10,2              |
| CK Oct               | HD 190290 | 9,91                | Ap EuSr       | 7,3               |
| QR Tel               | HD 193756 | 9,20                | Ap SrCrEu     | 13,0              |
| AW Cap               | HD 196470 | 9,72                | Ap SrEu(Cr)   | 10,8              |
| γ Eql                | HD 201601 | 4,68                | F0p           | 12,4              |
| BI Mic               | HD 203932 | 8,82                | Ap SrEu       | 5,9               |
| MM Aqr               | HD 213637 | 9,61                | A(p EuSrCr)   | 11,5              |
| BP Gru               | HD 217522 | 7,53                | Ap (Si)Cr     | 13,9              |
| CN Tuc               | HD 218495 | 9,36                | Ap EuSr       | 7,4               |